# Yêu thầm qua mạng
Yêu thầm qua mạng là một bộ phim truyền hình Thái Lan được phát sóng trên kênh Channel 3 năm 2015, với sự tham gia của các diễn viên Ann Thongprasom, Peter Corp Dyrendal, Prin Suparat, và Kimberly Ann Voltemas. Phim được sản xuất bởi Thong Entertainment.

## Tóm tắt nội dung
Awatsaya (Ann Thongprasom) là một vị sếp khó tính, thầm yêu Pranont (Prin Suparat), cấp dưới mới đến làm việc. Pranont đã cứu mạng Awatsaya khi cô bị tai nạn xe hơi vào năm ngoái. Pranont không nhớ Awatsaya là ai nhưng cô lại nhớ sự việc đó rất rõ ràng. Awatsaya rất thích Pranont nên chẳng để tâm đến Lipda (Peter Corp Dyrendal), anh chàng Giám đốc công ty đẹp trai, đã yêu thầm cô 5 năm nhưng không dám nói cho cô biết.
Để giữ gìn hình ảnh "sếp" của mình, Awatsaya sử dụng một chương trình chat trên mạng để bí mật điều tra và tán tỉnh Pranont dưới cái tên "Khun Ab Ruk" nghĩa là 'Người yêu thầm'.
Trong khi đó, Priprao (Kimberly Ann Voltemas), người cũng vào công ty cùng lúc với Pranont, đã bắt đầu thích anh vì lòng quyết tâm, sự hóm hỉnh và tốt bụng. Mỗi lần thấy Priprao ở bên cạnh Pranont, Awatsaya luôn làm Priprao mất mặt vì cô ghen khi thấy 2 người ở bên nhau. Sau khi Priprao phát hiện ra Awatsaya chính là "Khun Ab Ruk" thì cô đã giả vờ là "Khun Ab Ruk" thật để trả đũa Awatsaya và gần gũi với Pranont hơn.

## Diễn viên

### Diễn viên chính
- Ann Thongprasom vai Awatsaya / "Saya"
- Peter Corp Dyrendal vai Lipda Narakorn / "Lipda"
- Prin Suparat vai Pranont / "Non"
- Kimberly Ann Voltemas vai Priprao / "Proud"

### Diễn viên phụ
- Angie Hastings vai Jarawee / "Jan"
- Sumonthip Leungutai vai Lilly
- Sarocha Watitapun vai Poom
- Chaidi Dididi vai Nida
- King Konbai vai Hunkeun
- Janya Thanasawaangkoun vai Pen
- Pratana Banjongsang vai Prim
- Tuck Boriboon Chanrueng vai Ruj
- Daraneenute Pasutanavin vai Priao
- Ekkachai Euasangkomsert vai Saranyu
- Apinan Prasertwattanakul vai Ongsa
- Chunechomboon Sriphan vai Panwadi / Sandy
- Pokchat Thiamchai vai Reunglada / "Rung"
- Yodmanu Pamornmontri vai Poj (cha của Priprao)
- Pimonwan Hoonthongkam vai Waew (mẹ của Priprao)
- Anant Boonnark vai Peera

### Khách mời
- Thongthong Mokjok vai Ajaan Naja
- Peter Tuinstra vai Matt
- Pankorn Chantasorn vai Pranont (lúc nhỏ)
- Chanathip Phisutereewong vai Phoom
- Nattapat Nimjirawat
- Chaleumpol Tikumpornteerawong vai Sahus
- Yong Chernyim

## Rating
- Chữ màu xanh thể hiện rating thấp nhất, chữ màu đỏ thể hiện rating cao nhất.

| Tập        | Ngày phát sóng | Toàn quốc |
| ---------- | -------------- | --------- |
| 1          | 07/01/2015     | 5.5%      |
| 2          | 08/01/2015     | 5.4%      |
| 3          | 14/01/2015     | 4.9%      |
| 4          | 15/01/2015     | 4.9%      |
| 5          | 21/01/2015     | 5.2%      |
| 6          | 22/01/2015     | 5.3%      |
| 7          | 28/01/2015     | 5.3%      |
| 8          | 29/01/2015     | 5.1%      |
| 9          | 04/02/2015     | 4.9%      |
| 10         | 05/02/2015     | 5.4%      |
| 11         | 11/02/2015     | 5.3%      |
| 12         | 12/02/2015     | 5.1%      |
| 13         | 18/02/2015     | 4.7%      |
| 14         | 19/02/2015     | 6.1%      |
| 15         | 25/02/2015     | 6.7%      |
| Trung bình | Trung bình     | 5.3%      |

## Nhạc phim
- ถ้าเรียกมันว่ารัก / If You Call It Love Thể hiện bởi: Popetorn Soonthornyanakij (Nhạc dạo)
- อยากรู้หัวใจตัวเอง / Want To Know Your Heart (Muốn biết trái tim anh) Thể hiện bởi: Violette Wautier
- คนที่ยืนตรงนี้ / The Man Standing Here Thể hiện bởi: Peter Corp Dyrendal (Nhạc kết)
- ความรักสวยงามเสมอ / Love Song Is Always Beautiful Thể hiện bởi: Tanatat Chaiyaat
- รักที่เป็นของจริง / Real Love Thể hiện bởi: New Jiew
- ระหว่างเราสองคน / Between The Two of Us - Thể hiện bởi: Jirakorn Sompitak

## Phát sóng quốc tế
| Quốc gia    | Kênh                         | Ngày phát sóng          |
| ----------- | ---------------------------- | ----------------------- |
| Campuchia   | PNN                          | 2015                    |
| Việt Nam    | HTV7                         | Bắt đầu từ 03/08/2017   |
| Philippines | GMA News TV (bây giờ là GTV) | 18/01/2021 – 05/03/2021 |